# Batmobil

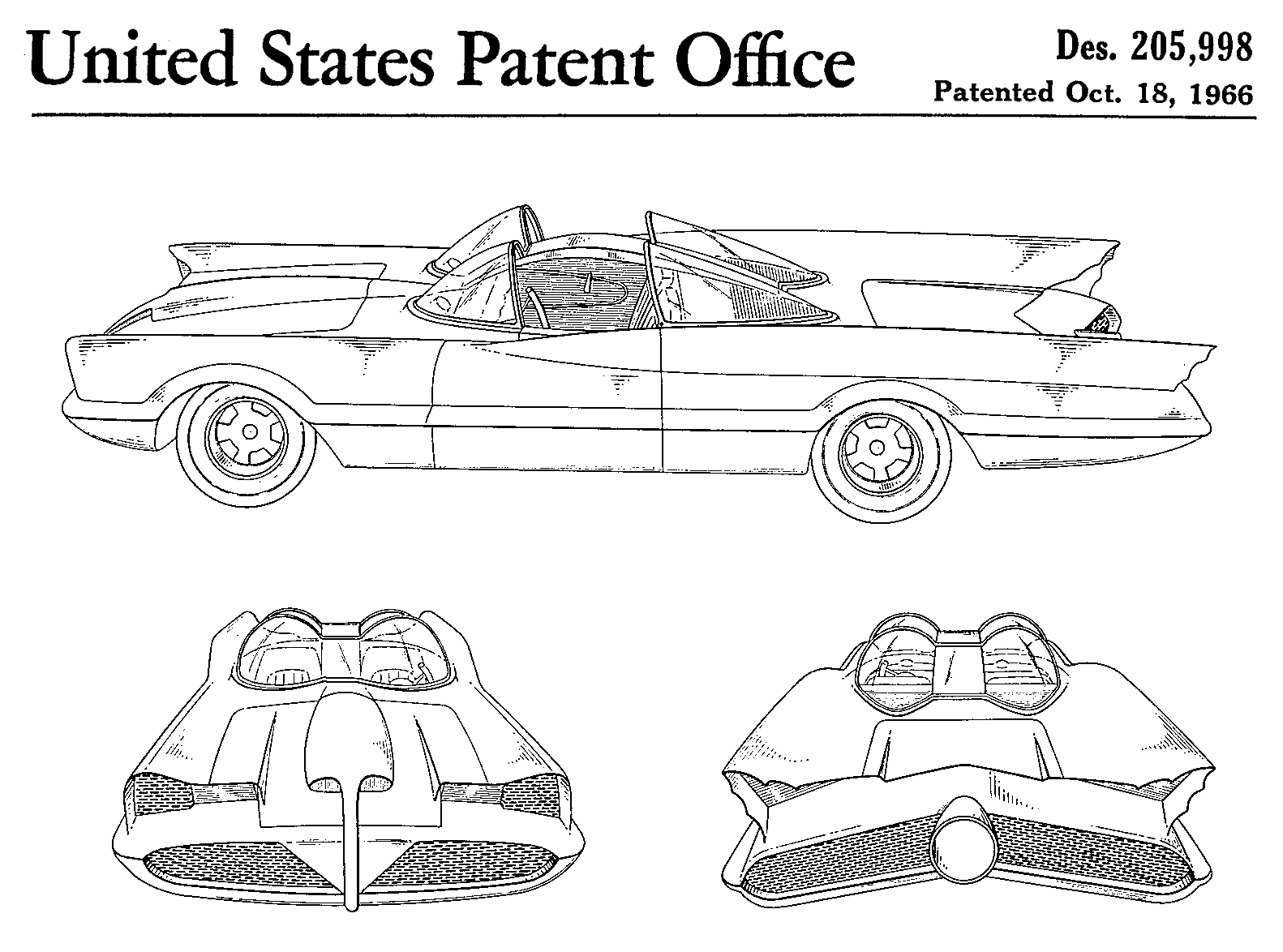
Das Original-Batmobil von 1966: Basis war die Lincoln-Futura-Studie, 1955 nach Lincoln/Mercury-Designskizzen für Ford, die Mutter beider Marken, entwickelt vom Turiner Karosserieschneider Ghia (gehört seit 1970 der Ford Motor Co.)

Das Batmobil ist das fiktive Automobil des Comicsuperhelden Batman. Der Wagen folgte der Evolution der Figur von Comics über Fernsehserien zu mehreren Filmen.

## Ursprung
Da Batman über keinerlei Superkräfte verfügt, die ihm erlaubten, schnell und ohne Zeitverlust zum Ort zu kommen, an dem er gebraucht wird, war die Einführung eines Gefährts von Beginn an wichtig bei der Ausstattung der Figur. Frühere Helden wie z. B. das Phantom, Tarzan oder Zorro griffen auf Pferde zurück. Je nach Situation benutzte der Dunkle Ritter auch ein Moped, einen Hubschrauber oder ein Tauchboot. Das erste Batmobil kam im 1941 erschienenen Detective Comic, Band 48 zum Einsatz.
Zu Beginn gab es auch manche Diskussionen der Leser, ob Batman sein Fahrzeug, das sich nicht sonderlich von anderen Bauarten unterschied, möglicherweise einfach unterwegs „ausgeliehen“ hatte (was seine Rolle als notorischer „Gesetzloser“ untermauert). Dafür sprach der Umstand, dass sein Auto jedes Mal eine andere Farbe hatte und bisweilen auch zerstört wurde, ohne dass Batman dies zur Kenntnis nahm. Auch heute noch knackt Batman gelegentlich fremde Autos, wenn es seinen Zwecken dient. Um solchen Theorien ein Ende zu machen, wurde bald ein einzigartiges Design entwickelt, welches ähnlich bedrohlich und fantastisch wirken sollte, wie die Gestalt hinter dem Steuer. Als Garage dient in den meisten Fällen die Bathöhle, manchmal auch ein Wasserfall. War der Wagen anfangs nur einfach ein Gefährt zum Transport, so entwickelte es sich im Laufe der Zeit zu einer wichtigen Waffe gegen das Verbrechen. In manchen Version hat der Dunkle Ritter mehrere Batmobile für unterschiedliche Einsätze, darunter ein frostgesichertes für den Kampf gegen Mr. Freeze.

## Ausstattung
Die Standardeigenschaften des Fahrzeugs sind eine gepanzerte Karosserie und ein besonders leistungsfähiger Motor, oftmals mit einem Raketenmotor für zusätzliche Leistung. Verschiedene Zusatzsysteme erhöhen die Manövrierbarkeit und am Fahrzeug sind Waffen montiert, um andere Fahrzeuge unschädlich zu machen oder Hindernisse zu beseitigen. Zusätzlich gibt es im Fahrzeug einen Computer, der mit dem Hauptrechner in der Bathöhle („Batcave“) verbunden ist, eine Fernsteuerung und einen kleinen Hubschrauber, der im Kofferraum aufbewahrt wird.
Ursprünglich fuhr Batman in den Comics ein einfaches rotes Automobil ohne besondere Funktionen. Diese Version erschien in Batman #5 im Frühjahr 1941. Seitdem veränderte sich das Design des Autos stückweise, angefangen von einem Fledermausemblem auf der Motorhaube, das immer größer wurde, bis hin zur Lackierung des Fahrzeuges, die in Schwarz geändert wurde.
Die markantesten Designelemente, die über die Zeit erhalten blieben, waren die Länge des Fahrzeugs, die dunklen Farben und oftmals große Heckflossen, die wie die Flügel einer Fledermaus geformt waren.

## Verfilmungen
Obwohl die Fahrzeuge für die Filme jeweils extra für diesen Zweck gebaut wurden, begann das Batmobil aus der Fernsehserie von 1966 seine Existenz als Konzept für den Lincoln Futura, der etwa eine Dekade früher gebaut wurde. Der bekannte Filmfahrzeug-Designer George Barris nahm den Auftrag an, reichte ihn jedoch wegen Kapazitätsproblemen an Dean Jeffries weiter, der innerhalb von nur drei Wochen das Fahrzeug fertigstellte. Er lackierte den Wagen schwarz, fügte fledermausartige Formen hinzu und baute mehrere gleich aussehende Fahrzeuge, je nachdem, was zum Dreh benötigt wurde. Barris behielt das Originalauto, und mindestens eine der Nachbildungen überlebte im Volo Auto Museum in Illinois. Im Januar 2013 versteigerte George Barris das Originalauto für 4,2 Mio. US-Dollar an einen Sammler.
Spätere Versionen des Batmobils wurden auf den verlängerten Fahrgestellen der GM-B-Bodies (z. B. Chevrolet Caprice) und E-Bodies (z. B. Buick Riviera) aufgebaut. Das Modell wurde in den beiden von Tim Burton gedrehten Batmanfilmen verwendet. Dieses lange, schlanke Design wurde später auch in der Zeichentrickserie von Batman benutzt. Hier war das Fahrzeug vom Art-déco-Design der Kinofilme inspiriert. Als 1995 die Batmanfilme an Joel Schumacher gingen, wurde das Design des Batmobils zunehmend unstimmiger. So kamen beispielsweise dekorative Lichter zur Front dazu und die flügelförmigen Heckflossen ragten weiter nach oben. Batman Forever sollte ursprünglich ein Fahrzeug nach einem Entwurf von HR Giger bekommen, aber Giger stieg aus dem Projekt aus, als Warner Brothers sein Design ablehnte.
Das Batmobil im 2005er Film Batman Begins hält sich eher an das panzerartige Gefährt von Frank Millers Batman – Die Rückkehr des Dunklen Ritters als an die eher sportlichen Automobile der vorherigen Filme. Der Production Designer des Films beschrieb das Fahrzeug als Kreuzung zwischen einem Lamborghini und einem Hummer. Es enthält aber auch Züge, die unverkennbar vom Tarnkappenbomber F-117 abgeleitet wurden. In diesem Film modifiziert Bruce Wayne/Batman ein als „The Tumbler“ bezeichnetes Militärfahrzeug und nennt das Auto auch nie „Batmobil“. In The Dark Knight wird Waynes Tumbler, nachdem er bei einem Unfall stark beschädigt wurde, zum sogenannten „Batpod“, einer Art Motorrad. Das „Batpod“ wird aus dem Tumbler ausgeklinkt, in dem es vorher einen Teil des vorderen Fahrwerks inklusive der Vorderräder und des Cockpits bildete.
Für diesen Film wurden sechs Batmobile für jeweils einen bestimmten Zweck gebaut. Zwei normal fahrbare Tumbler wurden für Außenaufnahmen gebaut, ein weiterer mit Hydraulik für Sprungszenen, einer mit Propantanks um einen „Gasturbinenstrahl“ zu erzeugen, ein elektrisch betriebenes Fahrzeug für Studioaufnahmen und ein etwa 1,80 m langes Modell für Szenen, in denen das Auto in der Luft war.
Die Gasturbine des Tumblers sollte im Film dem Fahrzeug einen extra Schub geben. Die Düse war aber nur ein Spezialeffekt, keines der Batmobile im Film hatte ein Strahltriebwerk oder vergleichbares eingebaut. Alle fahrbaren Wagen wurden von einem 5,7-Liter-V8-Motor von Chevrolet angetrieben.
Ein ähnliches panzerartiges Fahrzeug taucht in der Zeichentrickserie The Batman (2005) auf, die während der Dreharbeiten zu Batman Begins entstand, jedoch nicht den Ereignissen des Kinofilms folgt.

## Einfluss
Die drei aerodynamischen Fahrzeugstudien Alfa Romeo Berlinetta Aerodinamica Tecnica, kurz Alfa Romeo B.A.T., werden aufgrund ihres Namens und ihrer futuristischen Formgebung umgangssprachlich manchmal als „Batmobile“ bezeichnet.

## Galerie

Konstruierte Batmobile
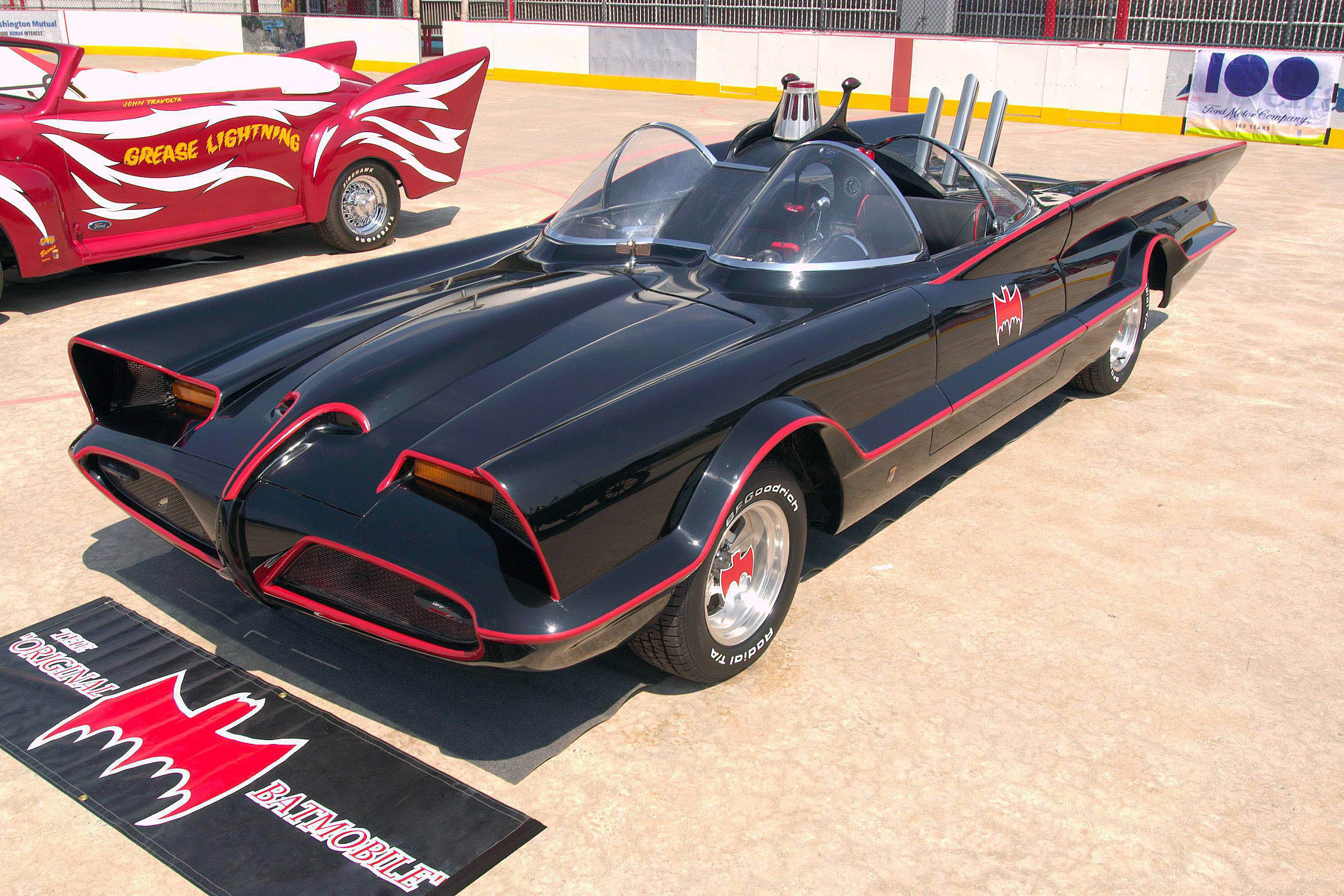
Das Batmobil aus Batman hält die Welt in Atem und der Batman-Fernsehserie aus den 1960er-Jahren
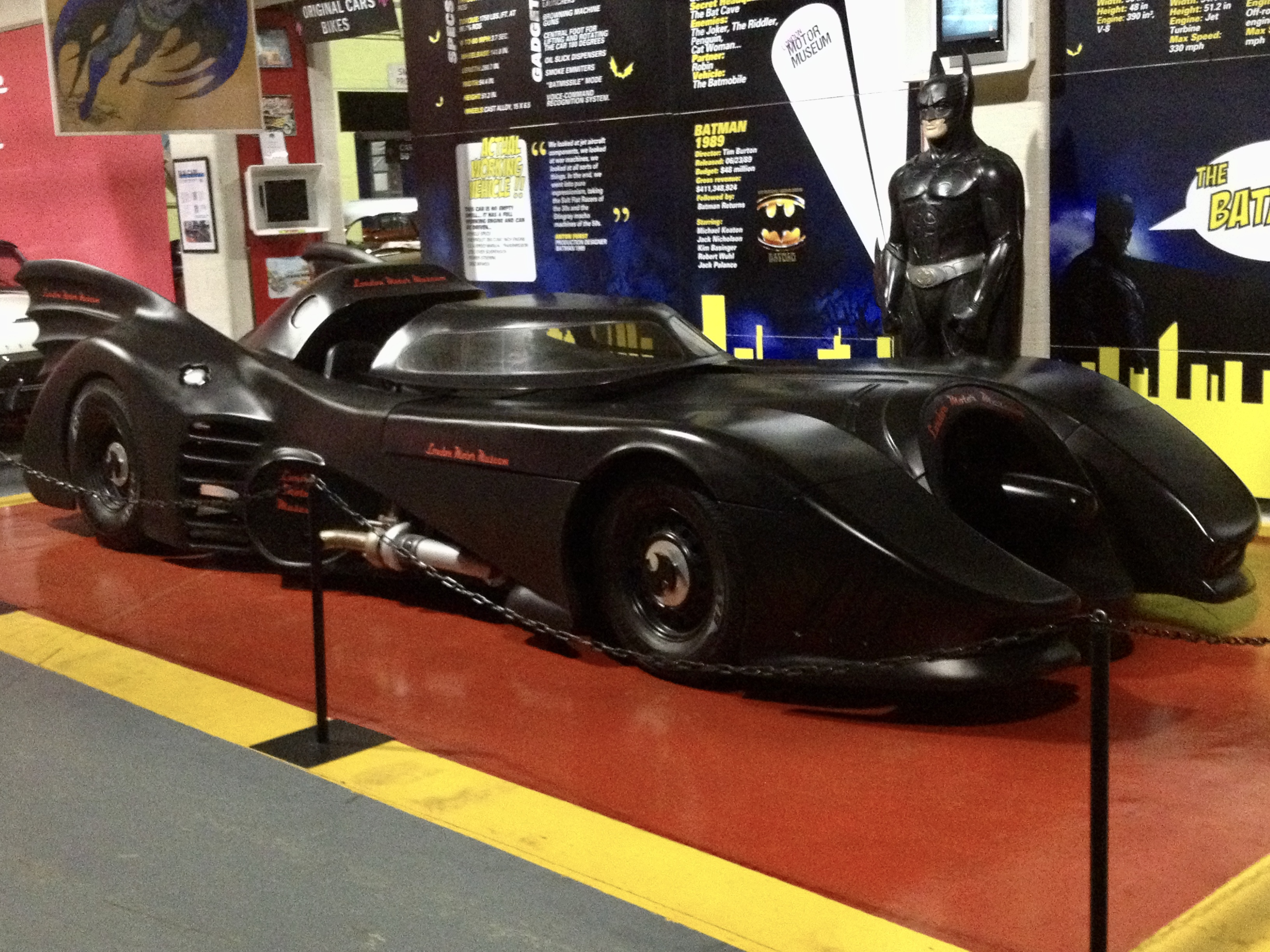
Das Batmobil aus Batman und Batmans Rückkehr
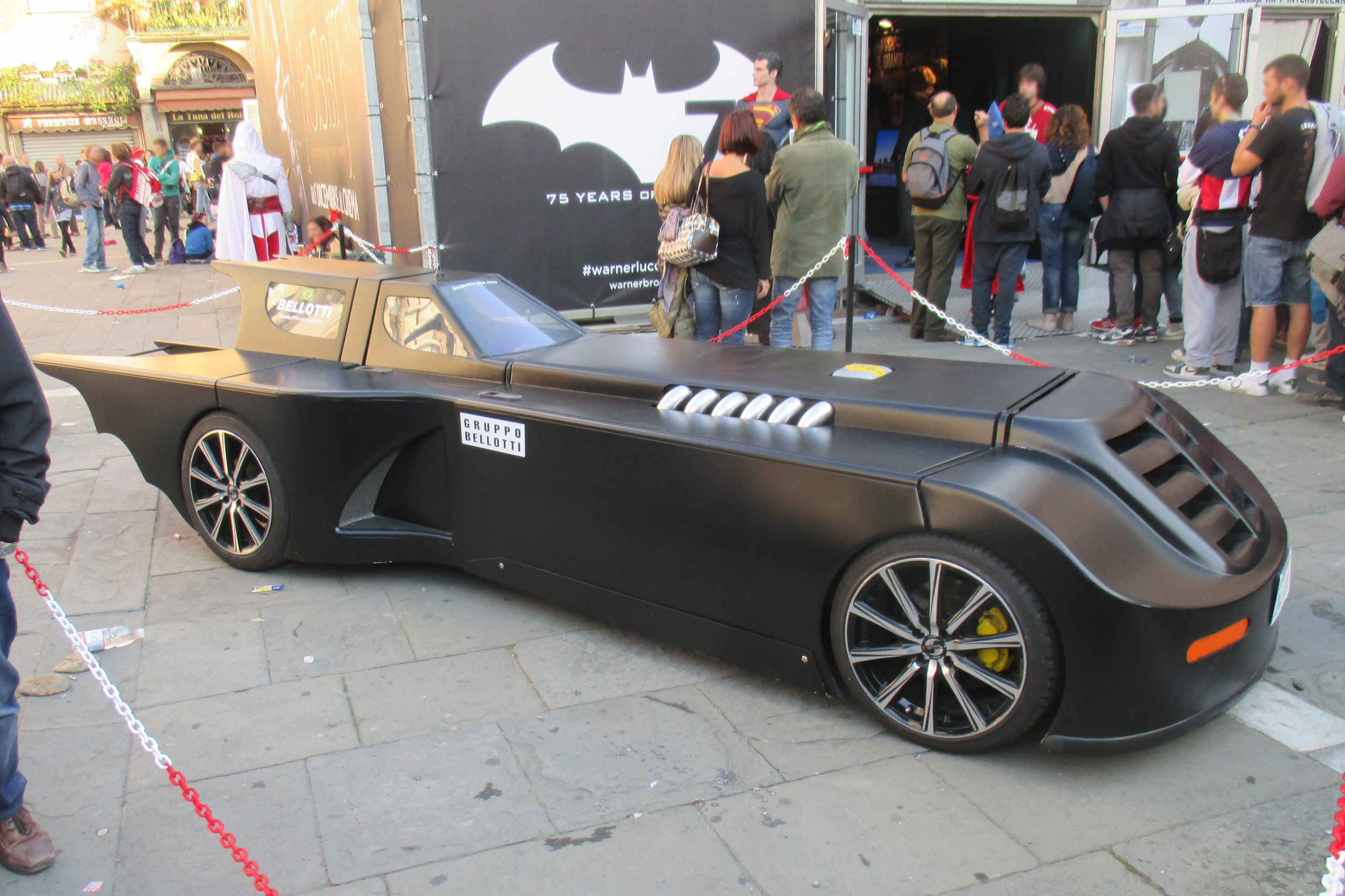
Nachbau des Batmobils aus der 1. und 2. Staffel der Zeichentrickserie Batman
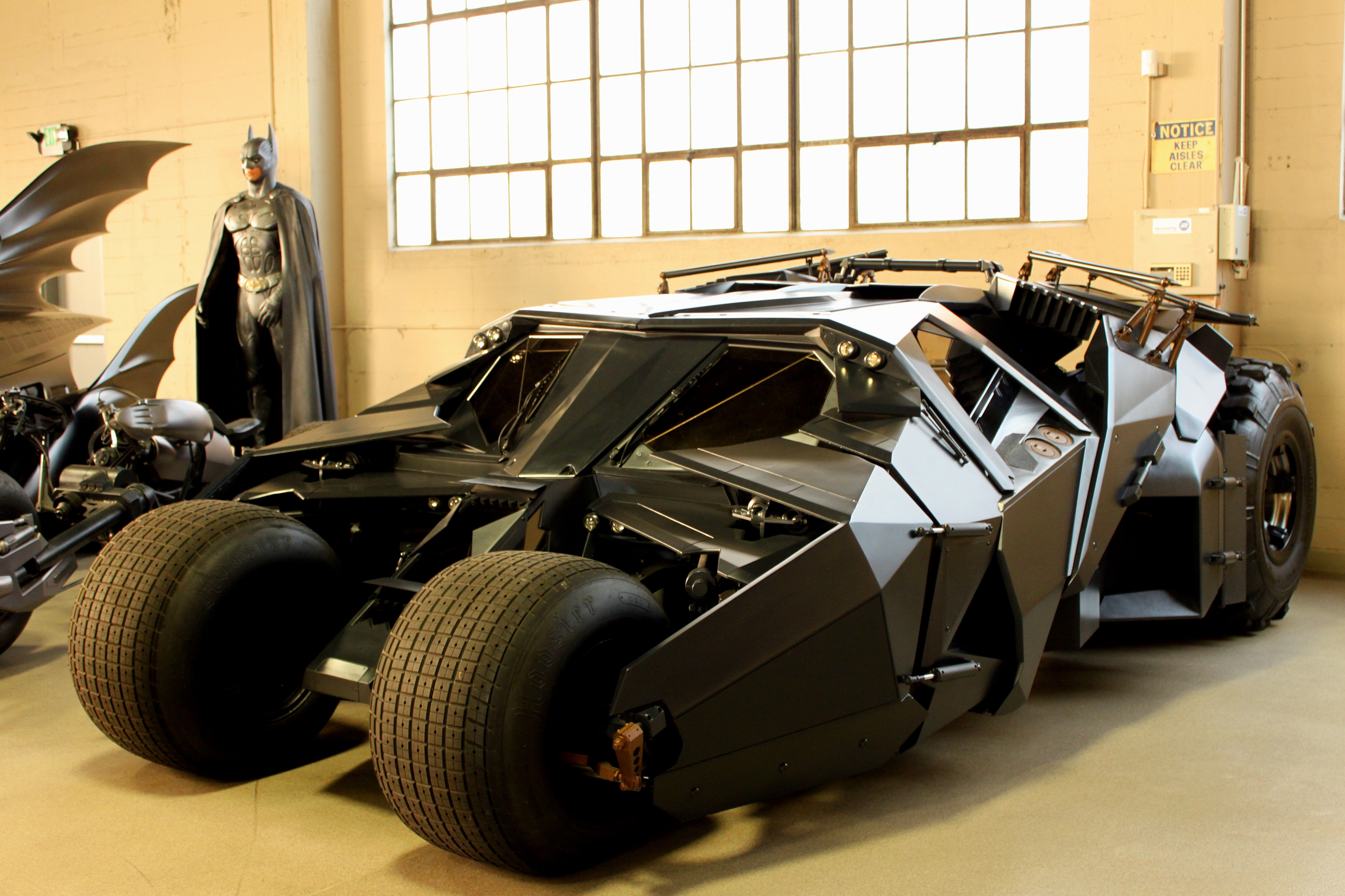
Das Batmobil The Tumbler aus Batman Begins und The Dark Knight
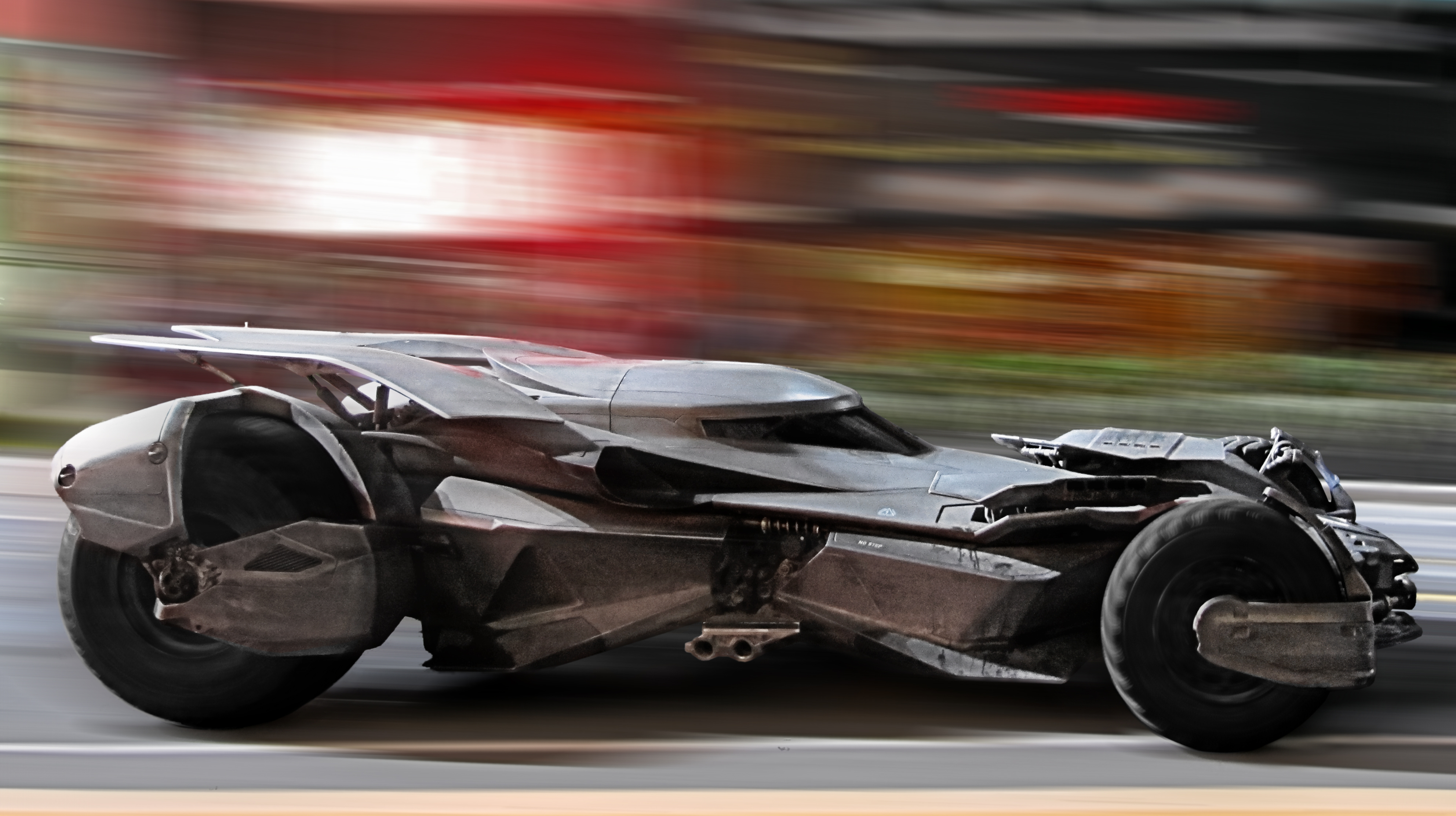
Das Batmobil aus Batman v Superman: Dawn of Justice und Suicide Squad und Justice League